# 黄かん色

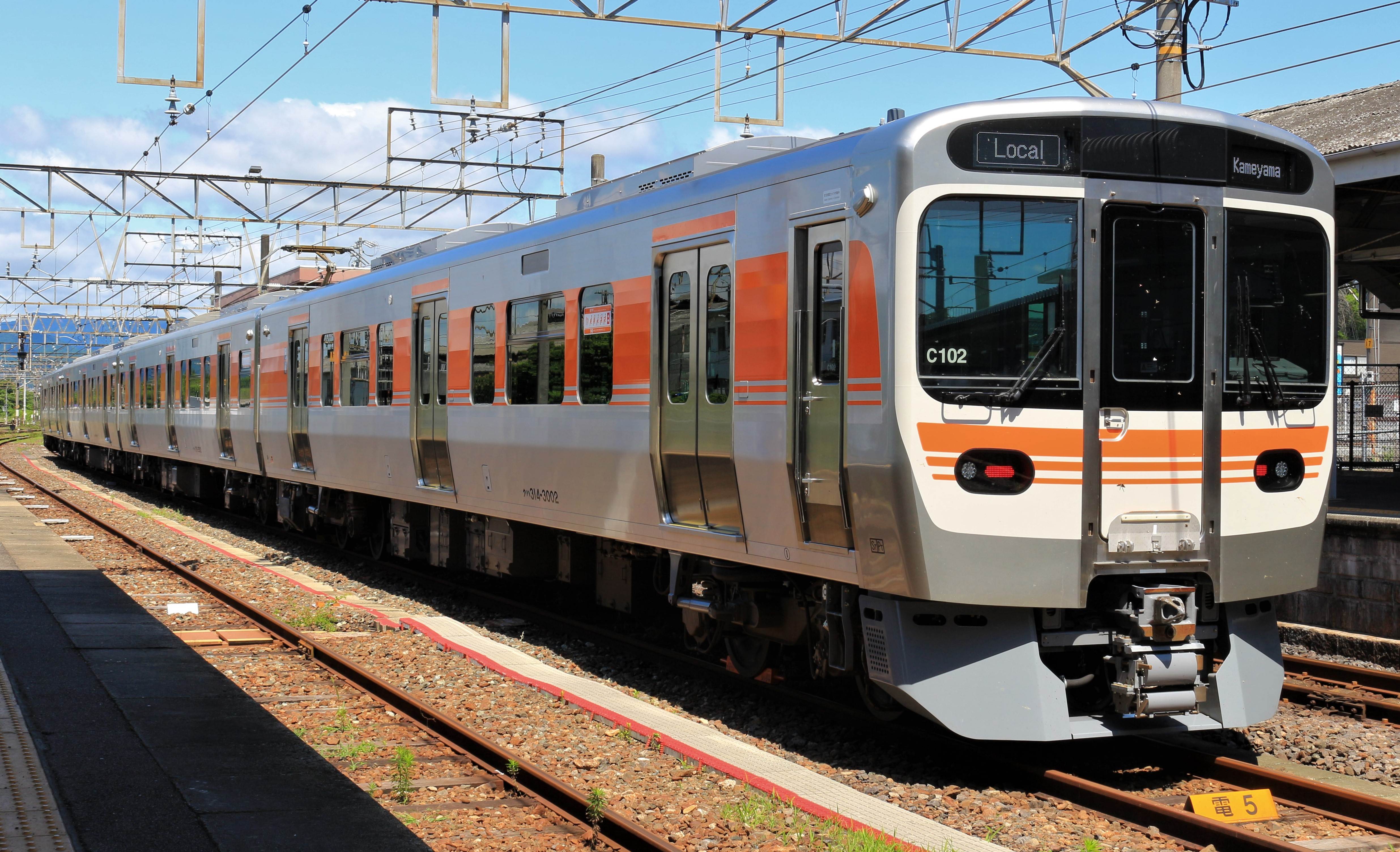
黄かん色を統一色としたJR東海在来線車両

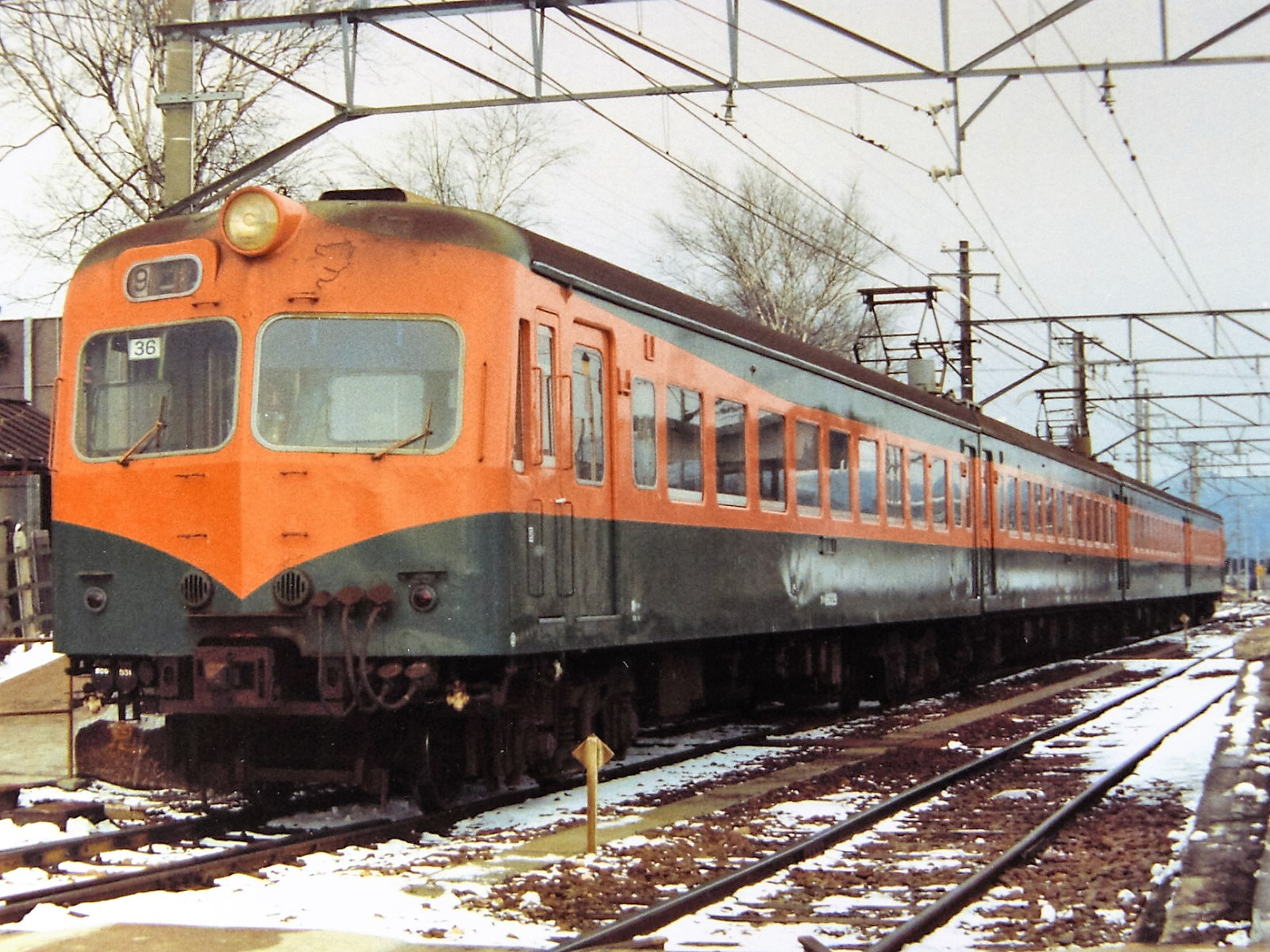
黄かん色を地色とした80系電車

黄かん色（おうかんしょく、おうかんいろ）は、日本国有鉄道（国鉄）が定めた色名称の1つである。

## 概要
1949年に登場した80系電車で初めて採用された。
この色はアメリカのグレート・ノーザン鉄道の車両塗装にヒントを得たもので、「ミカンの実の色にちなんだ色」という説は後からの理由付けによるものである。なお、後者の説から「みかん色」と呼ばれることもあるが、趣味者からは緑2号と組み合わせて「湘南色」と称されることが多い。
当初はかなり赤みが強い色で、その後何度か調色が変更されている。1956年に車両関係色見本帳が作成されるまでに現在の色となったが、色名称は「黄かん色」で変更されておらず、国鉄制定色では黒と共に「色名＋○号」の呼称が使われていない。
直流近郊形・急行形電車の標準色として広く使用されたほか、コキ50000形貨車のうちの電磁ブレーキ化改造された車両にも使用されている。

## 使用車両
- 国鉄クモユニ74形・クモユニ82形・クモニ83形電車
- 国鉄80系電車
- 国鉄111系・113系電車
- 国鉄115系電車
- 国鉄クモユ141形電車（郵政省所有の郵便車）
- 国鉄143系電車（荷物車などのほか、事業用牽引車の一部にも使用）
- 国鉄153系・163系（サロ163形）電車
- 国鉄155系・159系電車
- 国鉄165系・167系・169系電車
- 国鉄コキ50000形貨車
- オヤ35形0番台 153系電車が瀬野八を通る際、連結器が異なる補機との間に挟んだ控車
- JR東日本（湘南色の帯色）
  - E217系電車
  - E231系電車近郊タイプ
  - E233系電車3000番台
- JR東海（承継後に統一色に塗色変更された車両の帯色）
  - 103系電車
  - 119系電車
  - 123系電車
  - キハ40系気動車
- JR四国（民営化前の投入当初の帯色）
  - キハ32形気動車（松山地区向け）
  - キハ54形気動車0番台
- 天竜浜名湖鉄道TH2100形気動車（2101号車）

## 近似色
- 朱色1号
- 近畿日本鉄道の汎用特急車両の旧標準色における地色。
- 京阪電気鉄道の特急用車両の旧塗装の上半色（マンダリンオレンジ）。
- アメリカのグレート・ノーザン鉄道の車両塗装も、この色に近い。